# 三上繁

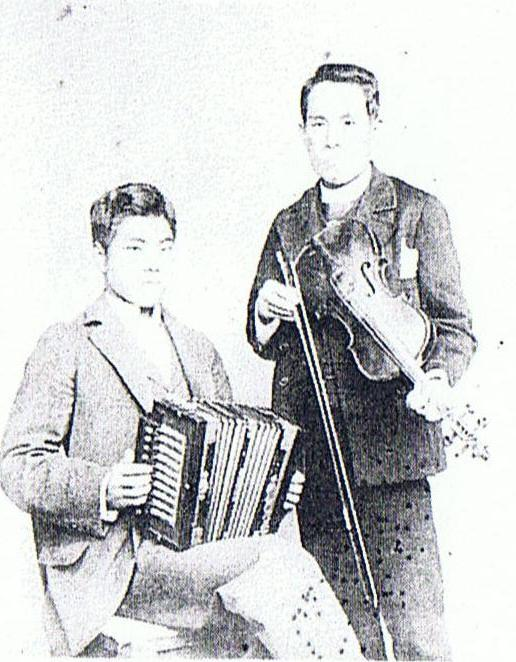
寅之助（左）と兄の三谷種吉（右）

三上 繁（みかみ しげる、明治5年11月21日（1872年12月21日） - 明治33年（1900年）1月26日）は、日本の俳優。本名三谷寅之助。

## 生涯
父は兵庫県有馬郡三田町三輪村出身の三谷徳右ヱ門の四男佐助、母は坂井小三郎の長女なおであった。父は大阪で事業を起こし失敗、その後、神戸元町に移りブリキ屋を創業、同地における元祖となった。白洲退蔵の奨めでキリスト教に入信。現在の日本基督教団神戸教会の会員となり活動的信徒として神戸多聞教会、兵庫教会の設立に携わった。長兄は三谷種吉、キリスト教の音楽伝道者、牧師となる。弟の酒井良太郎は実業家。末弟の三谷俊造は米国に渡り作曲家となる。
- 1872年11月21日 神戸市元町に生まれる。
- 1875年 両親、長兄とともに現在の日本基督教団神戸教会でジェローム・デイヴィスから洗礼をうけた。
- 1886年 同志社英学校に入学
- 1890年 近江八幡YMCAの貧民救済音楽会で奏楽。このころ同志社を中退。
- 1891年 このころから得意なアコーディオン、ヴァイオリンを片手に音楽活動に盛んに従事し、兄種吉とともにアコーディオンの曲集を編纂する。その後、川上音二郎一座に加わる。
- 1900年1月25日に発病、翌26日午後3時15分、故国に婚約者を残し興行先の米国のボストン府立病院にて召天。ボストン近郊のマウントホームの墓地に葬られた。

## 主な作品
- 『敢て音楽を軽蔑する青年輩に問う』同志社文学第30号1890年2月25日発行
- 『手風琴曲譜集第二集』1891（明治24）年12月26日発行（兄三谷種吉と共作）